# Campeonato Mundial de Natação em Piscina Curta de 2018 - 50 m costas masculino
A prova dos 50 metros nado costas masculino do Campeonato Mundial de Natação em Piscina Curta de 2018 foi disputado entre os dias 13 e 14 de dezembro de 2018, no Hangzhou Sports Park Stadium, em Hangzhou, na China. 

## Recordes
Antes desta competição, os recordes mundiais e do campeonato nesta prova eram os seguintes:
|                       | Nome             | Nacionalidade | Tempo | Local | Data                  |
| --------------------- | ---------------- | ------------- | ----- | ----- | --------------------- |
| Recorde mundial       | Florent Manaudou | França        | 22.22 | Doha  | 6 de dezembro de 2014 |
| Recorde do campeonato | Florent Manaudou | França        | 22.22 | Doha  | 6 de dezembro de 2014 |

## Medalhistas
| Ouro               | Prata             | Bronze           |
| Evgeny Rylov (RUS) | Ryan Murphy (USA) | Shane Ryan (IRL) |

## Resultados

### Eliminatórias
As eliminatórias ocorreram dia 13 de dezembro com um total de 50 nadadores. 
| Colocação | Bateria | Raia | Nadador                    | Nacionalidade     | Tempo | Notas |
| --------- | ------- | ---- | -------------------------- | ----------------- | ----- | ----- |
| 1         | 5       | 4    | Guilherme Guido            | Brasil            | 23.00 | Q     |
| 2         | 5       | 0    | Shane Ryan                 | Irlanda           | 23.03 | Q     |
| 3         | 5       | 3    | Christian Diener           | Alemanha          | 23.15 | Q     |
| 4         | 3       | 4    | Kliment Kolesnikov         | Rússia            | 23.16 | Q     |
| 5         | 5       | 5    | Evgeny Rylov               | Rússia            | 23.16 | Q     |
| 6         | 5       | 8    | Ryan Murphy                | Estados Unidos    | 23.25 | Q     |
| 7         | 4       | 5    | Simone Sabbioni            | Itália            | 23.34 | Q     |
| 8         | 3       | 5    | Robert Glință              | Roménia           | 23.38 | Q     |
| 9         | 3       | 0    | Matt Grevers               | Estados Unidos    | 23.39 | Q     |
| 9         | 4       | 4    | Xu Jiayu                   | China             | 23.39 | Q     |
| 11        | 4       | 6    | Guilherme Basseto          | Brasil            | 23.46 | Q     |
| 12        | 4       | 3    | Mitch Larkin               | Austrália         | 23.49 | Q     |
| 13        | 5       | 2    | Apostolos Christou         | Grécia            | 23.57 | Q     |
| 14        | 5       | 6    | Dylan Carter               | Trinidad e Tobago | 23.73 | Q     |
| 15        | 5       | 1    | Gabriel Lópes              | Portugal          | 23.75 | Q     |
| 16        | 3       | 6    | Viktar Staselovich         | Bielorrússia      | 23.79 | Q     |
| 17        | 2       | 5    | Charles Hockin Brusquetti  | Paraguai          | 23.80 |       |
| 18        | 3       | 3    | Cătălin Ungur              | Roménia           | 23.91 |       |
| 19        | 4       | 8    | Tomoe Zenimoto Hvas        | Noruega           | 23.96 |       |
| 20        | 4       | 7    | İskender Başlakov          | Turquia           | 23.98 |       |
| 20        | 5       | 7    | Conor Ferguson             | Irlanda           | 23.98 |       |
| 22        | 3       | 2    | Thierry Bollin             | Suíça             | 24.06 |       |
| 23        | 3       | 8    | Hugo González              | Espanha           | 24.10 |       |
| 24        | 2       | 6    | Omar Pinzón                | Colômbia          | 24.15 |       |
| 25        | 3       | 1    | Andrew Jeffcoat            | Nova Zelândia     | 24.17 |       |
| 26        | 3       | 7    | Tomáš Franta               | Chéquia           | 24.18 |       |
| 27        | 4       | 1    | Yuma Edo                   | Japão             | 24.24 |       |
| 28        | 2       | 4    | Kang Ji-seok               | Coreia do Sul     | 24.54 |       |
| 29        | 4       | 9    | Kasipat Chograthin         | Tailândia         | 24.63 |       |
| 30        | 4       | 2    | Mikita Tsmyh               | Bielorrússia      | 24.69 |       |
| 31        | 5       | 9    | Adil Kaskabay              | Cazaquistão       | 24.79 |       |
| 32        | 2       | 2    | Ádám Telegdy               | Hungria           | 25.03 |       |
| 33        | 2       | 7    | Ģirts Feldbergs            | Letônia           | 25.27 |       |
| 34        | 1       | 7    | Merdan Ataýew              | Turquemenistão    | 25.30 |       |
| 35        | 2       | 3    | Armando Barrera Aira       | Cuba              | 25.38 |       |
| 36        | 4       | 0    | Kristinn Þórarinsson       | Islândia          | 25.39 |       |
| 37        | 2       | 1    | Tryfonas Hadjichristoforou | Chipre            | 25.68 |       |
| 38        | 3       | 9    | Chang Hou-Chi              | Taipé Chinesa     | 25.85 |       |
| 39        | 2       | 8    | Eisner Barberena Espinoza  | Nicarágua         | 26.45 |       |
| 40        | 2       | 0    | Andrianirina Lalanomena    | Madagáscar        | 27.16 |       |
| 41        | 2       | 9    | Bede Mark Aitu             | Ilhas Cook        | 27.70 |       |
| 42        | 1       | 0    | Omar Alrowaila             | Bahrein           | 28.30 |       |
| 43        | 1       | 4    | Santisouk Inthavong        | Laos              | 29.82 |       |
| 44        | 1       | 1    | Mohammed Jibali            | Líbia             | 29.90 |       |
| 45        | 1       | 9    | Olimjon Ishanov            | Tajiquistão       | 30.50 |       |
| 46        | 1       | 5    | Imaan Ali                  | Maldivas          | 31.16 |       |
| 47        | 1       | 8    | Tokelo Makepe              | Botswana          | 34.73 |       |
| 48        | 1       | 6    | Yousif Ibrahim             | Sudão             | 34.89 |       |
| 49        | 1       | 2    | Alie Kamara                | Serra Leoa        | 36.41 |       |
| 50        | 1       | 3    | Hollingsword Wolul         | Vanuatu           | 37.46 |       |

### Semifinal
A semifinal ocorreu dia 13 de dezembro. 
Semifinal 1
| Colocação | Raia | Nadador            | Nacionalidade     | Tempo | Notas |
| --------- | ---- | ------------------ | ----------------- | ----- | ----- |
| 1         | 3    | Ryan Murphy        | Estados Unidos    | 22.87 | Q     |
| 2         | 2    | Xu Jiayu           | China             | 22.91 | Q     |
| 3         | 4    | Shane Ryan         | Irlanda           | 22.96 | Q     |
| 4         | 5    | Kliment Kolesnikov | Rússia            | 23.15 | Q     |
| 5         | 1    | Dylan Carter       | Trinidad e Tobago | 23.19 |       |
| 6         | 7    | Mitch Larkin       | Austrália         | 23.22 |       |
| 7         | 6    | Robert Glință      | Roménia           | 23.25 |       |
| 8         | 8    | Viktar Staselovich | Bielorrússia      | 23.80 |       |

Semifinal 2
| Colocação | Raia | Nadador            | Nacionalidade  | Tempo | Notas |
| --------- | ---- | ------------------ | -------------- | ----- | ----- |
| 1         | 3    | Evgeny Rylov       | Rússia         | 22.68 | Q     |
| 2         | 4    | Guilherme Guido    | Brasil         | 23.00 | Q     |
| 3         | 6    | Simone Sabbioni    | Itália         | 23.10 | Q     |
| 4         | 5    | Christian Diener   | Alemanha       | 23.18 | Q     |
| 5         | 2    | Matt Grevers       | Estados Unidos | 23.22 |       |
| 6         | 7    | Guilherme Basseto  | Brasil         | 23.39 |       |
| 7         | 1    | Apostolos Christou | Grécia         | 23.64 |       |
| 8         | 8    | Gabriel Lópes      | Portugal       | 23.69 |       |

### Final
A final foi realizada em 14 de dezembro. 
| Colocação         | Raia | Nadador            | Nacionalidade     | Tempo | Notas            |
| ----------------- | ---- | ------------------ | ----------------- | ----- | ---------------- |
| Medalha de ouro   | 4    | Evgeny Rylov       | Rússia            | 22.58 | Recorde nacional |
| Medalha de prata  | 5    | Ryan Murphy        | Estados Unidos    | 22.63 |                  |
| Medalha de bronze | 3    | Shane Ryan         | Irlanda           | 22.76 | Recorde nacional |
| 4                 | 7    | Kliment Kolesnikov | Rússia            | 22.77 | WJR              |
| 5                 | 6    | Guilherme Guido    | Brasil            | 22.79 |                  |
| 6                 | 2    | Simone Sabbioni    | Itália            | 23.26 |                  |
| 7                 | 8    | Dylan Carter       | Trinidad e Tobago | 23.44 |                  |
| 8                 | 1    | Christian Diener   | Alemanha          | 23.49 |                  |

Legenda
| Recorde mundial       | Recorde mundial (World record)               |                       | Recorde africano                      | Recorde africano (African) |                                           | Q | Classificado por posição (Qualified) |
| Recorde do campeonato | Recorde do campeonato (Championship record)  | Recorde da América    | Recorde da América (Americas)         | q                          | Classificado por melhor tempo (Qualified) |   |                                      |
| Melhor marca do ano   | Melhor marca do ano (World leading)          | Recorde asiático      | Recorde asiático (Asian)              | DNS                        | Não largou (Did not start)                |   |                                      |
| Recorde nacional      | Recorde nacional (National record)           | Recorde europeu       | Recorde europeu (European)            | DNF                        | Não terminou (Did not finish)             |   |                                      |
| Recorde pessoal       | Recorde pessoal do atleta (Personal best)    | Recorde da Oceania    | Recorde da Oceania (Oceania)          | DSQ / DQ                   | Desclassificado (Disqualified)            |   |                                      |
| Recorde da temporada  | Recorde da temporada do atleta (Season best) | Recorde sul-americano | Recorde sul-americano (South America) | NM                         | Sem marca (No mark)                       |   |                                      |